# Errindlev (plaats)
Errindlev is een plaats in de Deense regio Seeland, gemeente Lolland, en telt 310 inwoners (2013).
- Library of Congress Control Number: n82041381
- Nationale Bibliotheek van Israël: 987007561997205171
- Virtual International Authority File: 138393796